# Сілекс (Міссурі)
Сілекс (англ. Silex) — селище (англ. village) в США, в окрузі Лінкольн штату Міссурі. Населення — 24 особи (2020).

## Географія
Сілекс розташований за координатами 39°7′31″ пн. ш. 91°3′24″ зх. д. / 39.12528° пн. ш. 91.05667° зх. д. (39.125195, -91.056734).  За даними Бюро перепису населення США в 2010 році селище мало площу 0,50 км², з яких 0,50 км² — суходіл та 0,00 км² — водойми.

## Демографія
Згідно з переписом 2010 року, у селищі мешкало 187 осіб у 57 домогосподарствах у складі 37 родин. Густота населення становила 373 особи/км².  Було 84 помешкання (168/км²).
Расовий склад населення:
| - 97,9 % — білих - 2,1 % — чорних або афроамериканців |

До двох чи більше рас належало 0,0 %. Частка іспаномовних становила 0,0 % від усіх жителів.
За віковим діапазоном населення розподілялося таким чином: 22,5 % — особи молодші 18 років, 65,2 % — особи у віці 18—64 років, 12,3 % — особи у віці 65 років та старші. Медіана віку мешканця становила 38,8 року. На 100 осіб жіночої статі у селищі припадало 107,8 чоловіків;  на 100 жінок у віці від 18 років та старших — 116,4 чоловіків також старших 18 років.
За межею бідності перебувало 71,8 % осіб, у тому числі 100,0 % дітей у віці до 18 років та 76,9 % осіб у віці 65 років та старших.
Цивільне працевлаштоване населення становило 6 осіб. Основні галузі зайнятості: роздрібна торгівля — 50,0 %, освіта, охорона здоров'я та соціальна допомога — 33,3 %, інформація — 16,7 %.